# 山地树鼩
山地树鼩（学名：Tupaia montana）为婆罗洲特有的树鼩属物种。其与马来王猪笼草等猪笼草之间存在着互惠关系。

## 形态特征
山地树鼩长尾，细吻。体长11至15厘米，尾长10至15厘米。其多栖息于地面，偶尔存在于树上。该物种被认为较属内的其他物种更具备社会性。

## 食性
山地树鼩取食水果、种子及树叶。进食时会坐下，并用前爪抓住食物，类似于松鼠或沙鼠。其也吃昆虫。
其与劳氏猪笼草、大叶猪笼草及马来王猪笼草之间存在着互惠关系。山地树鼩取食猪笼草捕虫笼笼盖下分泌出的蜜液，同时将粪便排泄于猪笼草的捕虫笼内。